# Olszewo (gmina Brańsk)
Olszewo – wieś w Polsce, położona w województwie podlaskim, w powiecie bielskim, w gminie Brańsk.
W latach 1975–1998 miejscowość należała administracyjnie do województwa białostockiego.
Wierni kościoła rzymskokatolickiego należą do parafii św. Stanisława w Topczewie.

## Historia

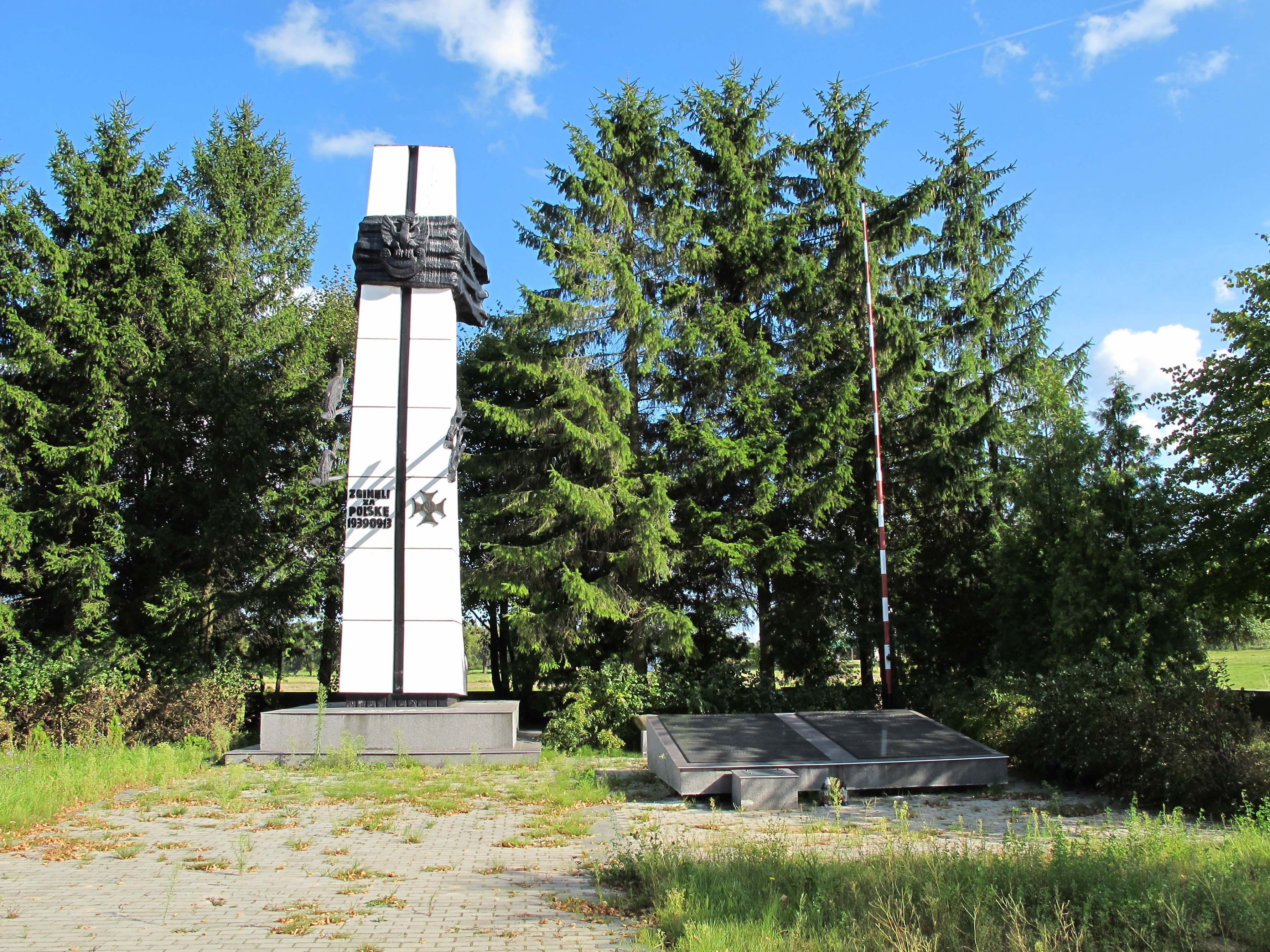
Pomnik ofiar bitwy

W nocy z 13 na 14 września 1939 odbyła się tutaj bitwa w następstwie której 14 września żołnierze Wehrmachtu z 3 Dywizji Pancernej w odwecie spalili wieś i zamordowali 13 jej mieszkańców oraz 10 osób z pobliskich wsi Pietkowo, Gabrysin i Marynki, a także dobili 5 rannych żołnierzy polskich i zamordowali 25 jeńców.